# Mistrzostwa Polski Seniorów w Lekkoatletyce 1922
3. Mistrzostwa Polski Seniorów w Lekkoatletyce – zawody, które rozgrywane były w Warszawie w Parku Sobieskiego 30 września i 1 października 1922. Po raz pierwszy rozegrano mistrzostwa kobiet.

## Rezultaty
| NR – rekord Polski \| SB – najlepszy wynik w sezonie \| PB – rekord życiowy |

### Mężczyźni
| Konkurencja:   | 1. miejsce                               | Rezultat   | 2. miejsce                          | Rezultat | 3. miejsce                               | Rezultat |
| Bieg na 100 m  | Stefan Piątkowski AZS Warszawa           | 11,4       | Stanisław Sośnicki Polonia Warszawa | 11,6     | Aleksander Szenajch Warszawianka         | 11,6     |
| Bieg na 200 m  | Stefan Piątkowski AZS Warszawa           | 23,4 SB    | Stanisław Rothert Polonia Warszawa  | 23,7     | Zygmunt Weiss AZS Warszawa               | 23,8     |
| Bieg na 400 m  | Stanisław Świętochowski Polonia Warszawa | 56,4       | Alfons Krumbholz WKS Wilno          | 58,2     | Tadeusz Dręgiewicz Pogoń Lwów            | o 2 m    |
| Bieg na 800 m  | Stanisław Świętochowski Polonia Warszawa | 2:13,6     | Tadeusz Dręgiewicz Pogoń Lwów       | 2:15,6   | Zdzisław Karczewski Warszawianka         | 2:15,7   |
| Bieg na 1500 m | Stanisław Ziffer Legia Warszawa          | 4:37,4     | Leon Jucewicz AZS Warszawa          | 4:43,4   | Marian Kurleto Cracovia                  | o 10 m   |
| Bieg na 5000 m | Stanisław Ziffer Legia Warszawa          | 16:20,0 NR | Jan Baran Pogoń Lwów                | 16:51,1  | Marian Kurleto Cracovia                  | 16:57,0  |
| Skok wzwyż     | Julian Gruner AZS Warszawa               | 1,58       | Jan Loth Polonia Warszawa           | 1,51     | Erazm Pawski AZS Warszawa                | 1,48     |
| Skok w dal     | Władysław Dobrowolski Strzelec Wilno     | 5,95       | Stanisław Sośnicki Polonia Warszawa | 5,93     | Stanisław Świętochowski Polonia Warszawa | 5,86     |
| Trójskok       | Stanisław Sośnicki Polonia Warszawa      | 11,76      | Zdzisław Karczewski Warszawianka    | 11,56    | Stefan Bauer Polonia Warszawa            | 10,29    |
| Pchnięcie kulą | Józef Baran Pogoń Lwów                   | 11,31      | Kazimierz Cybulski Pogoń Lwów       | 10,59    | Józef Bannert BBSV Bielsko               | 10,27    |
| Rzut dyskiem   | Sławosz Szydłowski Pogoń Lwów            | 38,55      | Józef Baran Pogoń Lwów              | 38,02    | Kazimierz Cybulski Pogoń Lwów            |          |
| Rzut oszczepem | Sławosz Szydłowski Pogoń Lwów            | 49,975     | Julian Gruner AZS Warszawa          | 48,89    | Ludwik Chełmicki AZS Warszawa            | 44,20    |

### Kobiety
| Konkurencja:      | 1. miejsce                                                                       | Rezultat | 2. miejsce                        | Rezultat | 3. miejsce                       | Rezultat |
| Bieg na 60 m      | Bronisława Szmendziuk Pogoń Lwów                                                 | 8,7      | Irmina Rzeźnicka Polonia Warszawa | 8,9      | Irena Gwizdała Pogoń Lwów        |          |
| Sztafeta 4 × 50 m | Pogoń Lwów Bronisława Szmendziuk Irena Gwizdała Ewa Karczmar Stefania Nowożeniuk | 32,0     | AZS Warszawa                      | 32,8     | Polonia Warszawa                 |          |
| Skok wzwyż        | Barbara Pawska AZS Warszawa                                                      | 1,09     | Maria Tupalska AZS Warszawa       | 1,09     | Zofia Klukowska Polonia Warszawa | 1,04     |
| Skok w dal        | Bronisława Szmendziuk Pogoń Lwów                                                 | 3,93     | Irmina Rzeźnicka Polonia Warszawa | 3,85     | Maria Tupalska AZS Warszawa      | 3,59     |